# Rocher Percé

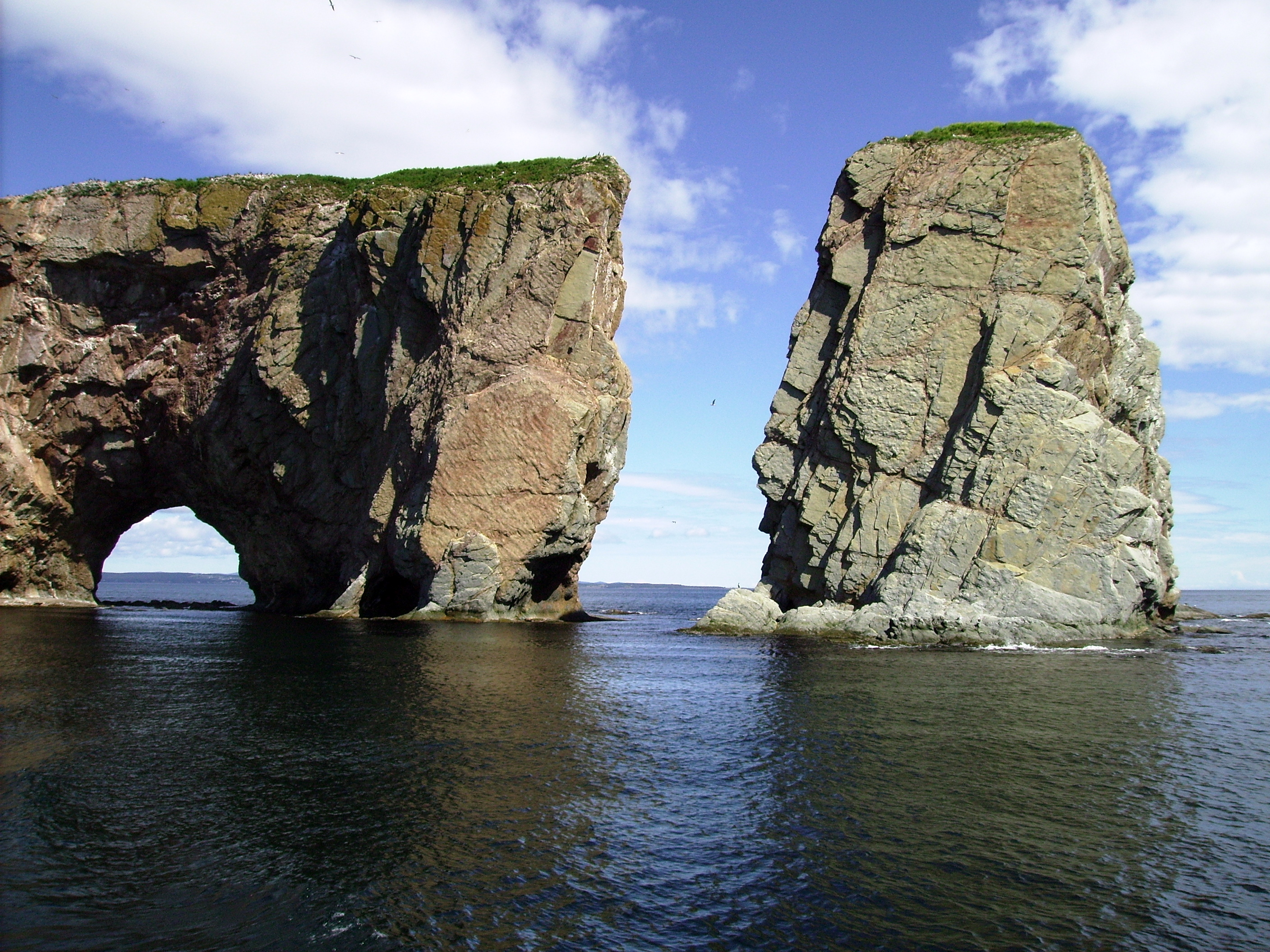
Vista del extremo de la isla

El Rocher Percé (en inglés: Percé Rock; literalmente, «peñasco perforado») es un islote y una formación de roca pura de Canadá que se encuentra en aguas del golfo de San Lorenzo, cerca de la punta de la península de Gaspesia y del pueblo de Percé, en la provincia de Quebec. Es uno de los arcos naturales marinos más grandes y espectaculares del mundo. 
Se trata de un stack de piedra caliza de 433 m de largo, 90 m de ancho y 88 m en su punto más alto. La roca debe su nombre a un arco grande de 15 m  de alto, cerca de su extremo más alejado. 
Junto con la isla Bonaventure, Rocher Percé es parte del Parc national de l'île-Bonaventure-et-du-Rocher-Percé.
Hubo en realidad dos arcos en la roca, hasta que el arco exterior se derrumbó el 17 de junio de 1845. Durante cuatro horas durante la marea baja, el agua se aleja permitiendo que la propia roca pueda ser visitada. La isla es una importante atracción turística en Quebec, junto con la cercana isla de Buenaventura, pues además, contiene millones de fósiles marinos. 
Desde mayo de 2008, el acceso a la isla solo está permitido cuando se va acompañado por un guía.